# Державний герб Дванадцяти символів

Прапор Головнокомандувача Республіки Китай, 1912—1928

Державний герб Дванадцяти символів — державний герб Китайської імперії та Китайської Республіки з 1913 по 1928 рік. Він був заснований на стародавніх китайських символах Дванадцяти зображень.

## Історія
Китайська імперія під час маньчжурської династії Цін не мала офіційної державної емблеми, але на прапорі був зображений блакитний дракон на простому жовтому полі з червоним сонцем у вигляді трилапого ворона у верхньому лівому куті. Він став першим національним прапором Китаю, і його зазвичай називають прапором жовтого дракона.
Після закінчення маньчжурського правління лідери вважали за потрібне нові національні символи, щоб відобразити змінилися обставини. Відомі письменники Лу Сінь, Цянь Даосунь і Сюй Шоушан з Міністерства освіти отримали завдання розробити новий державний герб. Він був представлений 28 серпня 1912 року, а в лютому 1913 року був прийнятий як державний герб. Президент-імператор Юань Шикай продовжував використовувати його під час свого короткого імперського правління з 1915 по 1916 рік.
Монети, випущені в цей час, містять емблему. На орденах та ілюстраціях зображено варіацію герба.
Північна експедиція під проводом генерала Чан Кайші та партії Гоміньдан призвела до повалення розбіжного, але законного Бейянського уряду у 1928 році. Це поклало початок однопартійній державі під керівництвом Гоміньдану, відомої як Нанкінське десятиліття. Тому державний герб було замінено на символ партії Гоміньдан «Синє небо з білим сонцем».

## Дизайн

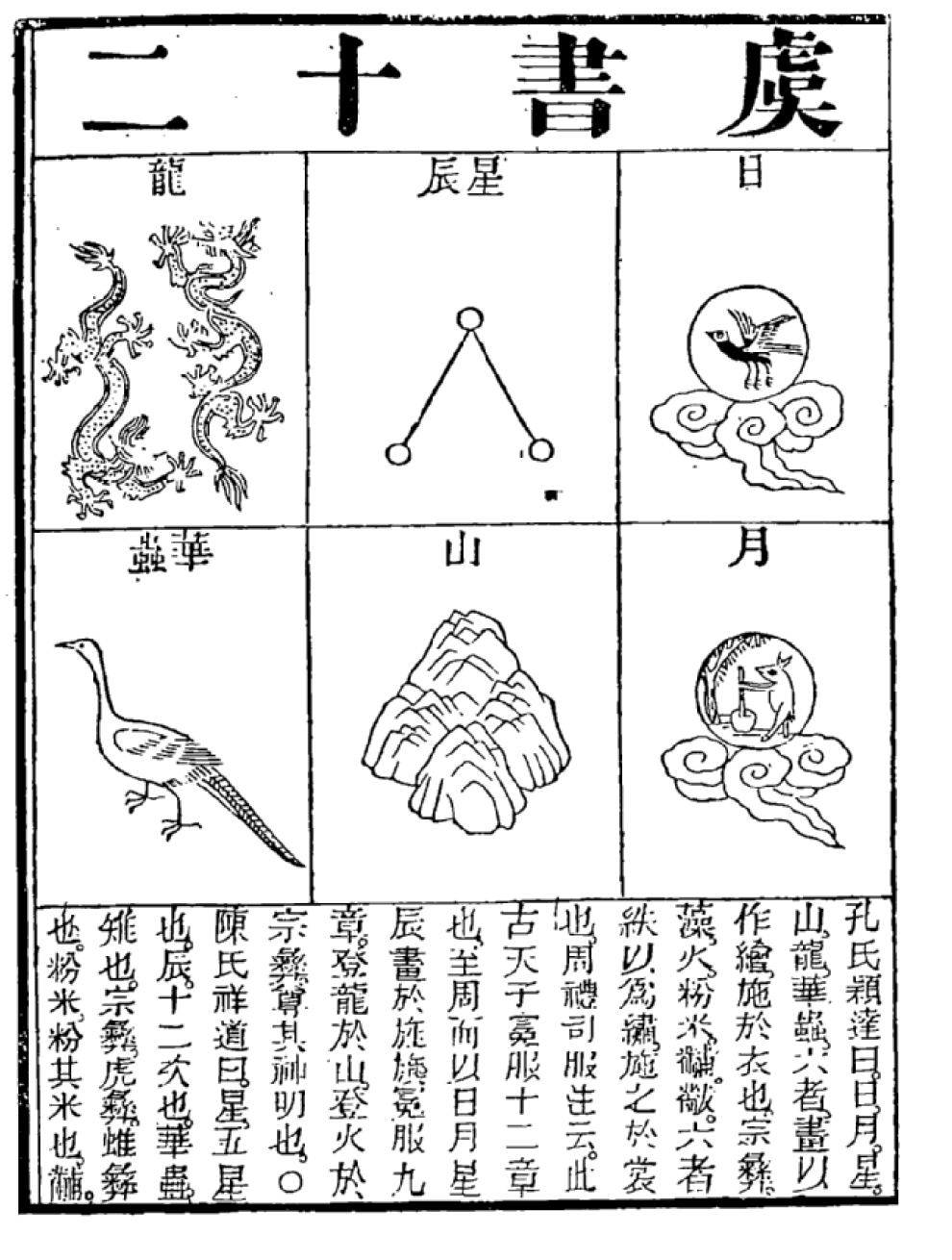

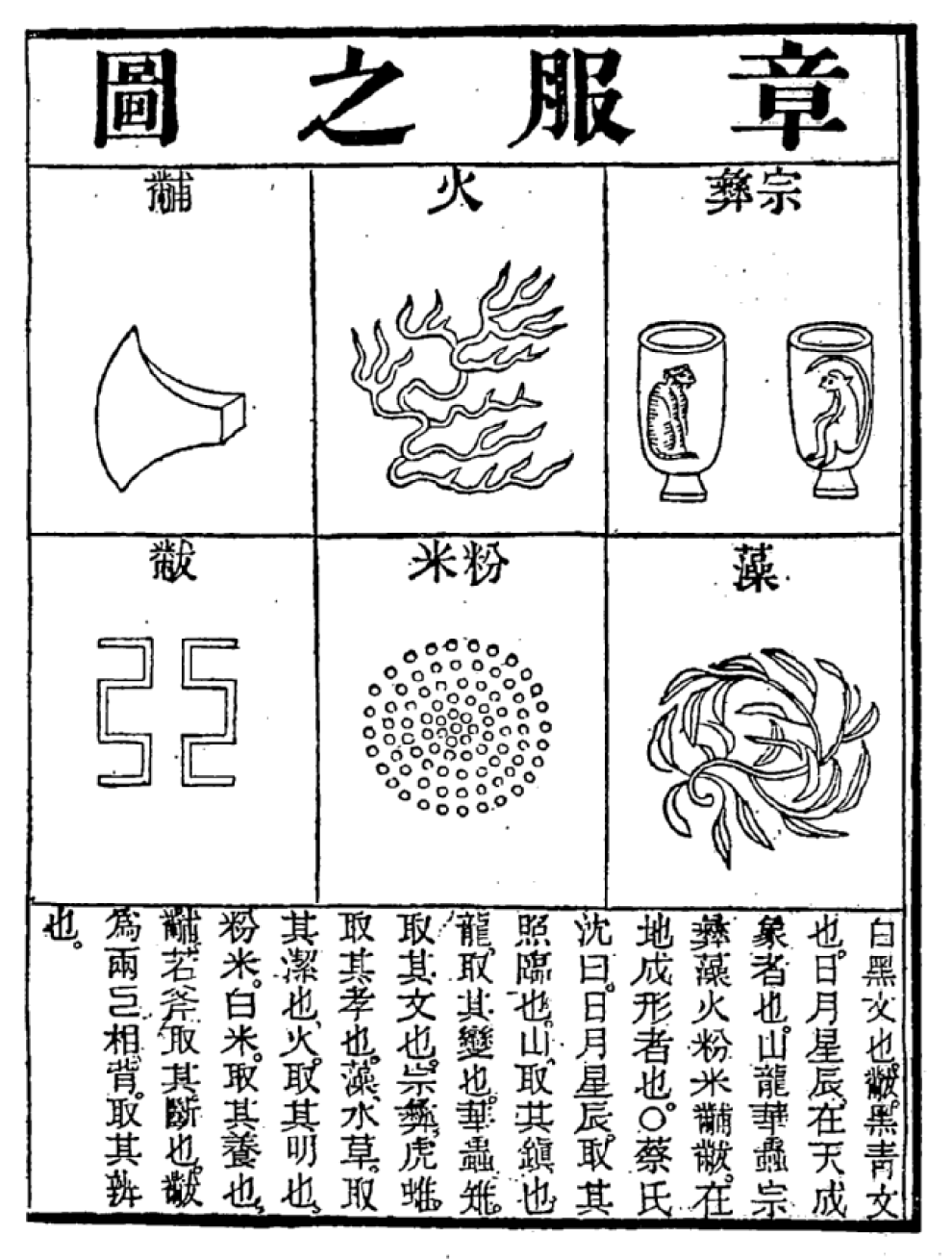

В основу емблеми покладено стародавні символи Дванадцяти зображень.
Вони вперше згадуються як уже стародавні в Книзі документів імператора Шуня, який був одним із легендарних трьох правителів та п'яти імператорів. Усна традиція стверджує, що він жив десь між 2294 і 2184 роками до нашої ери. За книгою, імператор побажав, щоб символи використовувалися на офіційних мантіях держави.
Символи вважалися найбільш сприятливими, тому як набір були зарезервовані лише для імператора, щоб зображати його на його церемоніальних мантіях.
Державний герб розташовує ці символи таким чином, щоб відобразити порядок досягнення в західній геральдиці.

## Символи
- Лівий щитотримач — дракон, який символізує силу і здатність до адаптації. Блакитний дракон вже був на державному прапорі за часів попередньої династії Цін.
- На спині дракона вогонь, який символізує світло і яскравість.
- За головою дракона зображений півмісяць місячного кролика, який постійно товче еліксир життя.
- Правий щитотримач — фенхуан, або фазан-фенікс, і символізує спокій і вишуканість.
- У правій лапі фенікс тримає траву або водорості, символ чистоти та яскравості.
- За головою три зірки, які можуть бути зірками Фу Лу Шоу, які символізують щастя, процвітання та довголіття.
- Обидві істоти тримають в одній із пазурів зонгі (кит.: 宗彝), яка є жертовною чашею, що символізує відданість і вірність.

Дракон і фенікс представляють світ природи. У термінології інь і ян дракон — це чоловічий ян, а фенікс — жіночий інь. Тому імператора часто ідентифікували як дракона, а імператрицю — як фенікса. Включення фенікса до національного символу, протилежного, але рівного дракону, можна розглядати як символ того, що жінки є рівними чоловікам, а також як візуальне та зворушливе представлення прав жінок у новому Китаї.
- У клейноді зверху зображено абстрактний символ сонця триногого ворона.
- Посередині, як щит, знаходиться наконечник сокири, який символізує мужність і рішучість, а також виконавчу справедливість. Лезо наконечника сокири спрямоване донизу, наконечник має форму похиленої гори.
- На головці сокири нанесені зерна рису, які символізують харчування та сільське господарство країни. Його також можна розглядати як символ концепції помірно процвітаючого суспільства.
- У центрі наконечника сокири, обрамленого п'ятикутником, розташований спрощений символ рисового колоска, що ще раз підкреслює важливість сільського господарства як основи багатства та процвітання країни. Форма емблеми заснована на різьбленому камені часів династії Хань.
- Спрямоване вниз лезо головки сокири має загартоване лезо у формі чотирьох священних гір. Вони символізують спокій і стійкість. П'ята Центральна Велика Гора представлена наконечником сокири.

Гори символізують землю, кубки — метал, водорості — воду, рисові зерна — деревину та вогонь — усі вони символізують Усін.
- Фігура 亞fu під сокирою представляє двох тварин, зведених разом. Це символізує здатність проводити чітке розмежування між правильним і неправильним.
- Знак фу знаходиться в середині складних переплетень стрічок, які з'єднують між собою дракона, фенікса і сокиру. Стрічки можуть символізувати Велику Єдність і Гармонійне Суспільство.